# Abdesto

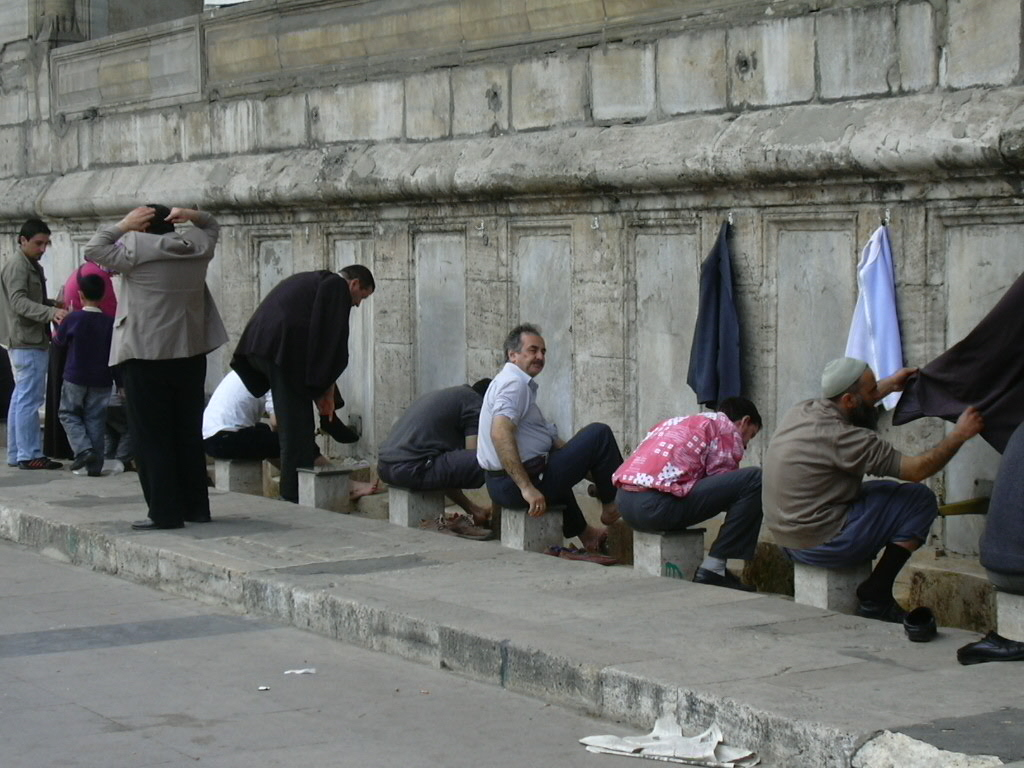
Ablução numa mesquita de Istambul.

Abdesto (árabe: الوضوء al-wuḍū', persa:آبدست ābdast, turco: abdest), normalmente traduzido por "ablução", é um ato ritual de purificação que o muçulmano faz antes da reza. Há dois tipos de Abdest. A forma ideal é aquela feita com água. O muçulmano primeiramente faz a niyat ou mostra da intenção de executar a Abdesto e limpar-se de suas impurezas. Ele começa por dizer bismillah (em nome de Alá). As acções do Abdesto para homens são:
1. Lavar a mão direita até ao pulso três vezes, depois a mão esquerda.
2. Levar água à boca e cuspi-la três vezes.
3. Gentilmente colocar água nas narinas com a mão direita e espremer o nariz com a mão esquerda para exalar a água, repita o processo três vezes.
4. Lavar a face (desde a linha do cabelo na testa até à barba e de orelha a orelha por três vezes.
5. Lavar o braço direito inteiro, incluindo a mão, três vezes, e depois a mão esquerda, três vezes. O muçulmano deverá lavar-se até um ponto acima do cotovelo.
6. Com mãos molhadas começando as mãos abertas sob a cabeça junto à linha do cabelo, limpar até ao fim da cabeça, onde o cabelo acaba e regressar. Isto só é feito uma vez.
7. Com dedos molhados, colocar polegares nas costas das orelhas, usar o indicador nas curvas da orelha e o dedo médio para lavar as orelhas. Isto é feito apenas uma vez.
8. Começando com o pé direito, lavar ambos os pés, incluindo os tornozelos.

Teoricamente, pode-se fazer um abdesto para fajr salaat e isso chega para o resto do dia, mas certas coisas invalidam a ablução, elas são:
1. "Quando há urina, gases, sangue ou qualquer coisa que saia dos genitais ou do ânus."
2. Sono profundo.
3. O vômito, quando não for possível controlá-lo.
4. A gargalhada em toda a oração que tenha inclinação e prostração.

O que não se pode fazer quem está a ablução:
1. Realizar a oração, ou parte dela, como é o caso da prostração da recitação.
2. Tocar no Alcorão.
3. Circundar a Kaaba.

Por isso, muitos muçulmanos praticam o Abdesto várias vezes ao dia. Se a água não está disponível em quantidade suficiente, pode ser praticada a tayammum, ou "ablução seca.": 
1. "Bater ambas as mãos levemente contra terra, pedra ou areia.
2. Esfregar a face uma vez.
3. Esfregar as mãos (até aos pulsos) como se a lavasse."